# Lorenzo Fortunato
Lorenzo Fortunato   (Bolonya, 9 de maig de 1996) és un ciclista italià, professional des del 2016. Actualment corre a l'equip XDS Astana Team. En el seu palmarès destaca una victòria d'etapa al Giro d'Itàlia de 2021.

## Palmarès
- 2013
  - 1r al Trofeu Guido Dorigo
- 2014
  - Vencedor d'una etapa als Tre Giorni Orobica
- 2016
  - 1r al Trofeu Impresa Edile Fagni
- 2021
  - 1r a l'Adriatica Ionica Race i vencedor d'una etapa
  - Vencedor d'una etapa al Giro d'Itàlia
- 2023
  - 1r a la Volta a Astúries i vencedor d'una etapa
- 2025
  - Vencedor d'una etapa al Tour de Romandia

### Resultats al Giro d'Itàlia
- 2021. 16è de la classificació general. Vencedor de la 14a etapa
- 2022. 15è de la classificació general
- 2023. 21è de la classificació general
- 2024. 12è de la classificació general
- 2025. 24è de la classificació general.  Vencedor de la classificació de la muntanya i  Vencedor de la classificació de la combativitat

### Resultats a la Volta a Espanya
- 2024. 16è de la classificació general